# Sull'utilità e il danno della storia per la vita
Sull'utilità e il danno della storia per la vita (in tedesco Unzeitgemässe Betrachtungen. Zweites Stück: Vom Nutzen und Nachtheil der Historie für das Leben) è uno scritto del filosofo tedesco Friedrich Nietzsche. Seconda delle quattro Considerazioni inattuali, fu pubblicata nel 1874.

## Contenuto
Si tratta di un breve trattato nel quale Nietzsche, distinguendo tra storia monumentale, storia antiquaria e storia critica, sviluppa le sue iniziali posizioni antistoricistiche, diventando un punto fermo per chiunque voglia occuparsi di filosofia della storia, anche se poi, nel percorrere i tortuosi meandri del suo pensiero, abbandonerà in parte queste posizioni, assumendo un atteggiamento più mite nei confronti del passato. L'opera è paradigmatica del Nietzsche giovane, del teorico della tragedia greca, del radicale oppositore dell'ottimismo socratico e dell'avversario di ogni razionalità prettamente scientifica, attributi, tutti questi, che rovescerà a partire da Umano, troppo umano, dove si farà egli stesso erede dello spirito delle scienze e dove si staccherà definitivamente dai suoi vecchi maestri, Schopenhauer e Wagner.